# Ценность информации
Ценность информации — одно из важных свойств информации, оценка которого зависит от целей процессов её генерации, рецепции и обработки. Изучается специальными теориями информации, теорией принятия решений.
Удобнее всего рассматривать проблематику ценности информации, приняв за определение информации (в духе работы Г. Кастлера «Возникновение биологической организации»), что: «информация есть запомненный выбор одного варианта из нескольких возможных и равноправных».
С понятием информации тесно связано и понятие количества информации. Количество информации применимо как численная характеристика полного количества информации, так и количества ценной информации. Информация некоторого сообщения может быть как полностью ценной, так и не содержать ценной информации вообще. Понятиям «ценности» и «осмысленности» информации, несмотря на их важность в информатике, обычно строгого определения не давали.
В информатике (развившейся из теории связи) ценность информации, её эволюция и вопросы спонтанного возникновения в сложных системах не является предметом изучения, так как цель предполагается заданной извне. Смысловые и прагматические аспекты информации, в том числе ценность и осмысленность, изучаются в рамках семантической и прагматической теорий информации.

## Пример
В текстах на двух языках (русском и английском), передающих один и тот же смысл, количество ценной информации будет одинаково. В то же время, количество информации, подсчитанное по количеству использованных букв будет, скорее всего, различным.

## Подходы к измерению ценности информации
Ценность информации зависит от цели её получателя. В случае достижимости цели несколькими возможными путями, по Р. Л. Стратоновичу‚ ценность информации можно определить по приносимому этой информацией сокращению затрат ресурсов (материальных, временных). Чем более информация ведёт к достижению цели, чем более она полезна, тем более она ценна. Тем не менее, ценность информации — более общее свойство, чем полезность информации. Помимо полезной информации, то есть — реализованной информации, информация может обладать потенциальной ценностью, быть отложена для решения будущих задач.
В случае, если достижение цели выполнимо с некоторой вероятностью, можно применить меру ценности (целесообразности) А. А. Харкевича и
М. М. Бонгарда:
{\displaystyle V=\log _{2}{\frac {P}{p}}}‚
где {\displaystyle p} — вероятность достижения цели до получения информации, а {\displaystyle P} — после её получения. Формула работает и в случае, когда вероятность достижения цели с получением информации уменьшилась — в этом случае ценность информации отрицательна, а саму информацию лучше назвать дезинформацией.
Указанная выше формула ценности информации {\displaystyle V=\log _{2}{\frac {P}{p}}} даёт и количество ценной информации. Например, если {\displaystyle P=1} (цель выполняется с вероятностью 1), а {\displaystyle p=1/n} (для {\displaystyle n} равновероятных исходов — предварительная осведомленность (тезаурус), то есть, априорная информация отсутствует), то {\displaystyle V=\log _{2}n} — максимальное количество информации в данной ситуации.
М. М. Бонгард вводит понятие «полезной информации» и получает более общий вероятностно-алгебраический подход, при котором формула Харкевича становится частным случаем.
Другие подходы на основе языка формальной логики разрабатывались Р. Карнапом, И. Бар-Хиллелом, Д. Харрахом, Д. Кемени, Я. Хинтикка.
В. И. Корогодин предложил использовать в качестве меры ценности величину:
{\displaystyle V={\frac {P-p}{1-p}}}‚
которая, обладая похожими на формулу Харкевича свойствами, изменяется от 0 до 1.
М. В. Волькенштейн использовал ещё более сложную формулу для вычисления ценности информации:
{\displaystyle V={\frac {AIT}{B+I}}e^{-CT/I}}‚
где {\displaystyle I} — количество поступающей информации, {\displaystyle T} — тезаурус, {\displaystyle A}, {\displaystyle B} и {\displaystyle C} — константы. Максимальная ценность достигается при тезаурусе, пропорциональном количеству получаемой информации. Этот подход подчёркивает многоплановость ценности информации.
Ценность информации привязана к иерархии информационных уровней системы. Тезаурус является информацией данного уровня иерархии, но используется как основа для генерации или получения информации на следующем уровне. (Относящаяся к семантическим мерам информации тезаурусная мера была предложена Ю. А. Шрейдером и учитывает семантические свойства информации вместе с возможностями получателя к восприятию сообщения, которые зависят от тезауруса получателя.)
Для всех обозначенных выше подходов можно выделить три общих момента, присутствующих в каждом из них:
- собственно информация;
- тезаурус рецептора и условия рецепции;
- цель, для которой информация применяется.

Развитие теории определения ценности информации скорее всего пойдет по пути изучения тезауруса и условий рецепции как наиболее вариабельной части отмеченной триады.

## Ценность управленческой информации
Одно из практических применений понятие ценности информации находит в экономике и управлении. Как и в других областях, о ценности информации имеет смысл говорить, когда присутствуют все три элемента выделенной выше триады: внутреннее содержание информации, субъект — лицо, принимающее решение (ЛПР) и цель, стоящая перед ЛПР. Для ЛПР ценной будет являться информация, содержащая необходимые для принятия решения, но ещё неизвестные сведения, в доступной для понимания форме. Ценность управленческой информации всегда конкретна и может изменяться с течением времени.
В экономике говорят о прагматической мере информации — то есть полезности (ценности) информации для пользователя или управления, обычно измеряемой в тех же единицах, что и значения целевой функции в системе управления, которые как правило имеют размерность денежных единиц. Ценность информации можно определить как прирост экономического эффекта за счет прагматических свойств управленческой информации.

## Ценность защищаемой информации
При организации защиты информации естественным образом встаёт вопрос о ценности защищаемой информации (не только в плане её стоимости), так как затраты на защиту не должны превышать возможные потери. Для оценки используются различные, разработанные для этой области, модели ценности информации: аддитивная модель, анализ риска, порядковая шкала ценностей, решётка ценностей, в частности, MLS-решётка (англ. multilevel security) — решетка многоуровневой безопасности, используемая в государственных стандартах оценки информации.